# Alexis Malone
Alexis Malone (Pittsburgh, Pennsylvania; 29 de junio de 1979) es una actriz pornográfica estadounidense.
Comenzó su carrera en el cine para adultos en el 2002. De acuerdo a su entrada en Internet Adult Film Database, ha aparecido en más de 400 películas pornográficas. Participó en el disco de Necro's en la canción "The Sexpert" del álbum "The Sexorcist".

## Premios
- 2005 AVN Award nominada - Mejor actuación Strip Tease Then Fuck 4, Zero Tolerance[4]